# Holland Cup 2022/2023
De Holland Cup 2022/2023 was het twaalfde seizoen van deze door de KNSB georganiseerde serie schaatswedstrijden. De Holland Cup bestond dit jaar alleen uit wedstrijden over traditionele losse afstanden. De wedstrijden van de Holland Cup golden tevens als belangrijke plaatsingswedstrijden voor de Nederlandse kampioenschappen.

## Wedstrijden
| Wedstrijd                                        | Data                | IJsbaan         | Plaats    | Extra belang                              |
| ------------------------------------------------ | ------------------- | --------------- | --------- | ----------------------------------------- |
| Holland Cup 1 (tevens IJsselcup)                 | 15–16 oktober 2022  | De Scheg        | Deventer  | Plaatsing Wereldbekerkwalificatietoernooi |
| Holland Cup 2d (tevens Kraantje Lek Trofee)      | 12–13 november 2022 | IJsbaan Haarlem | Haarlem   | Plaatsing NK allround 2023                |
| Holland Cup 2h (tevens Eindhoven Trofee)         | 12–13 november 2022 | IJssportcentrum | Eindhoven | Plaatsing NK allround 2023                |
| Holland Cup 3a (tevens Gruno Bokaal)             | 10–11 december 2022 | Kardinge        | Groningen | Plaatsing NK allround 2023                |
| Holland Cup 3s (tevens Utrecht City Bokaal)      | 10–11 december 2022 | Vechtsebanen    | Utrecht   | Plaatsing NK sprint 2023                  |
| Holland Cup 4                                    | 7–8 januari 2023    | De Westfries    | Hoorn     | Plaatsing NK afstanden 2023               |
| Holland Cup 5                                    | 18–19 februari 2023 | De Meent        | Alkmaar   | Plaatsing NK neo-senioren 2023            |
| Holland Cup finale (tevens NK neo-senioren 2023) | 4–5 maart 2023      | IJsbaan Twente  | Enschede  | Plaatsing seizoensopening 2023/2024       |

## Winnaars

### Mannen
| Wedstrijd                          | 500 meter          | Tijd            | 1000 meter            | Tijd                  | 1500 meter            | Tijd                  | 5000 meter            | Tijd                  |
| ---------------------------------- | ------------------ | --------------- | --------------------- | --------------------- | --------------------- | --------------------- | --------------------- | --------------------- |
| Holland Cup 1/IJsselcup            | Thomas Krol        | 35,78           | Louis Hollaar         | 1.10,85               | Thomas Krol           | 1.49,06               | Gert Wierda           | 6.30,45               |
| Holland Cup 2h/Eindhoven Trofee    | niet meetellend    | niet meetellend | niet op het programma | niet op het programma | Jesse Spijers         | 1.50,93               | Marwin Talsma         | 6.38,94               |
| Holland Cup 3a/Gruno Bokaal        | niet meetellend    | niet meetellend | niet op het programma | niet op het programma | Lex Dijkstra          | 1.50,81               | Jesse Speijers        | 6.34,11               |
| Holland Cup 3s/Utrecht City Bokaal | Sebas Diniz        | 36,2036,30      | Serge Yoro            | 1.11,891.11,78        | niet op het programma | niet op het programma | niet op het programma | niet op het programma |
| Holland Cup 4                      | Joep Wennemars     | 35,99           | Tim Prins             | 1.10,51               | Serge Yoro            | 1.49,30               | Marwin Talsma         | 6.35,52               |
| Holland Cup 5                      | Sebas Diniz        | 35,99           | Gijs Esders           | 1.11,66               | Remo Slotegraaf       | 1.51,00               | Marwin Talsma         | 6.32,84               |
| Holland Cup finale                 | Stefan Westenbroek | 35,47           | Joep Wennemars        | 1.09,98               | Lex Dijkstra          | 1.49,82               | Beau Snellink         | 6.28,57               |
| Eindklassement                     | Sebas Diniz        | Sebas Diniz     | Mats Siemons          | Mats Siemons          | Lex Dijkstra          | Lex Dijkstra          | Marwin Talsma         | Marwin Talsma         |

### Vrouwen
| Wedstrijd                          | 500 meter                      | Tijd            | 1000 meter                 | Tijd                  | 1500 meter            | Tijd                  | 3000 meter            | Tijd                  |
| ---------------------------------- | ------------------------------ | --------------- | -------------------------- | --------------------- | --------------------- | --------------------- | --------------------- | --------------------- |
| Holland Cup 1/IJsselcup            | Isabel Grevelt                 | 39,01           | Isabel Grevelt             | 1.18,19               | Esther Kiel           | 2.00,84               | Marijke Groenewoud    | 4.09,51               |
| Holland Cup 2d/Kraantje Lek Trofee | niet meetellend                | niet meetellend | niet meetellend            | niet meetellend       | Melissa Wijfje        | 2.01,40               | Esther Kiel           | 4.14,88               |
| Holland Cup 3a/Gruno Bokaal        | niet meetellend                | niet meetellend | niet op het programma      | niet op het programma | Melissa Wijfje        | 2.02,27               | Melissa Wijfje        | 4.17,65               |
| Holland Cup 3s/Utrecht City Bokaal | Naomi VerkerkMarit van Beijnum | 39,7039,62      | Elisa Dul                  | 1.19,441,19,29        | niet op het programma | niet op het programma | niet op het programma | niet op het programma |
| Holland Cup 4                      | Esmé Stollenga                 | 39,24           | Naomi Verkerk              | 1.17,82               | Elisa Dul             | 2.01,93               | Reina Anema           | 4.14,84               |
| Holland Cup 5                      | Esmé Stollenga                 | 39,09           | Esmé Stollenga Helga Drost | 1.19,65               | Aveline Hijlkema      | 2,04,64               | Esther Kiel           | 4.12,11               |
| Holland Cup finale                 | Maud Lugters                   | 38,82           | Isabel Grevelt             | 1,18,03               | Esther Kiel           | 2.00,63               | Esther Kiel           | 4.14,61               |
| Eindklassement                     | Esmé Stollenga                 | Esmé Stollenga  | Maud Lugters               | Maud Lugters          | Aveline Hijlkema      | Aveline Hijlkema      | Esther Kiel           | Esther Kiel           |

2010/2011 · 
2011/2012 · 
2012/2013 · 
2013/2014 · 
2014/2015 · 
2015/2016 · 
2016/2017 · 
2017/2018 · 
2018/2019 · 
2019/2020 · 
2020/2021 · 
2021/2022 · 
2022/2023 · 
2023/2024 · 
2024/2025